# Wilton Manors
Wilton Manors, auparavant Colohatchee et surnommée « The Island City », est une ville du comté de Broward, dans l’État de Floride, aux États-Unis. Sa population est de 11 843 habitants en 2011 selon l'estimation tirée du recensement des États-Unis de 2010. Elle est une banlieue proche du centre de Fort Lauderdale et fait partie de la région métropolitaine de Miami-Fort Lauderdale-Pompano Beach.

## Géographie
La municipalité se trouve sur une île entourée par les branches de la Middle River à proximité du centre de Fort Lauderdale. Elle est bornée au nord par la branche nord de la Middle River et la ville d'Oakland Park et au sud par la branche sud de la Middle River et la ville de Fort Lauderdale, la limite est de la ville touche presque la U.S. Route 1 alors que sa limite ouest atteint l'Interstate 95. Son territoire couvre une superficie de 5,0 km2. Le terrain est complètement plat comme l'ensemble de la Floride du Sud, occupée autrefois de marécages. L'altitude moyenne est ainsi de 2 m.
Les codes postaux (code ZIP) du territoire de Wilton Manors sont 33305, 33306, 33311 et 33344. Les indicatifs régionaux de téléphone sont 754 et 954.

## Urbanisme
L'artère principale, Wilton Drive, est bornée de boutiques, bars et restaurants. Wilton Manors comprend plusieurs équipements récréatifs, notamment le Colohatchee Nature Park, de 3,8 ha avec la promenade pour observation de la nature, un parc à chiens et une rampe pour bateaux.

## Histoire
La ville de Wilton Manors est incorporée en 1947. Au cours des dernières années, Wilton Manors met en place des mesures pour revitaliser son économie, avec un succès partiel. Alors que les prix immobiliers suivent la tendance nationale à la baisse, les loyers commerciaux et résidentiels continuent d'augmenter. En 2005, Wilton Manors est frappée par l’ouragan Wilma.

## Politique
Bien que la municipalité couvre une faible superficie, elle chevauche deux districts de la Chambre des représentants des États-Unis. Les citoyens de Wilton Manors sont représentés au Congrès par Debbie Wasserman Schultz et Lois Frankel, toutes deux du Parti démocrate.

## Démographie
La population de Wilton Manors est estimée à 12 108 personnes en 2013. Elle est en hausse de 4,1 % comparativement au recensement de 2010. Toutefois, sur la longue période, la population locale est en légère baisse car elle comptait 12 697 habitants au recensement de 2000. Au recensement de 2010, Wilton Manors affiche une densité de population de 2 322 habitants par km2, soit une densité quatre fois plus élevée que celle du comté de Broward et même supérieure à celle de la ville de Fort Lauderdale,.
Population totale, 1900-2016
| Groupe                           | Wilton Manors | Floride | États-Unis |
| -------------------------------- | ------------- | ------- | ---------- |
| Blancs                           | 80,78         | 75,0    | 72,4       |
| Afro-Américains                  | 12,4          | 16,0    | 12,6       |
| Autres                           | 2,6           | 3,6     | 6,2        |
| Asiatiques                       | 2,2           | 2,4     | 4,8        |
| Métis                            | 1,9           | 2,5     | 2,9        |
| Amérindiens                      | 0,3           | 0,4     | 0,9        |
| Total                            | 100           | 100     | 100        |
|                                  |               |         |            |
| Hispaniques et Latino-Américains | 12,9          | 22,5    | 17,37      |

Le nombre moyen de 1,91 personne par ménage, l’importance de la proportion de logements multifamiliaux (55,9 %), la part moindre de propriétaires (53,2 %) et la plus grande scolarisation de la population (le tiers des 25 ans et plus détenant au moins le diplôme universitaire du baccalauréat nord-américain) sont cohérents avec une densité et un mode de vie urbains.
Selon l'American Community Survey, pour la période 2011-2015, 73,61 % de la population âgée de plus de 5 ans déclare parler l'anglais à la maison, 11,24 % déclare parler l'espagnol, 9,42 % un créole français, 2,07 % le français, 0,75 % le grec, 0,61 % le portugais et 2,31 % une autre langue.
La population se caractérise par une proportion élevée d'hommes (64,1 %), ce qui s'explique par l'importance de la communauté gay masculine dans la population locale. En corollaire, la proportion de personnes de moins de 18 ans est de la moitié de la moyenne floridienne (10,0 % contre 21,3 %). Wilton Manors est reconnu comme village gai. La ville se range seconde aux États-Unis quant au pourcentage d’habitants gays par rapport à la population totale, avec 140 hommes se déclarant officiellement homosexuels pour 1 000 habitants. La ville voisine de Wilton Manors, Oakland Park, est au sixième rang. La région métropolitaine de Fort Lauderdale est la quatrième aux États-Unis quant à la proportion de gays. La concentration d’hommes homosexuels per capita à Wilton Manors est de quatorze fois la moyenne américaine. Selon certains, entre 30 % et 40 % des habitants sont des gais ou lesbiennes.
La population de Wilton Manors tend à devenir plus aisée et à améliorer le cadre physique de la ville, faisant de Wilton Manors l'une des communautés de la Floride du Sud les plus attrayantes pour y vivre et y travailler. Cet embourgeoisement demeure controversé, puisqu'il limite la venue de gens issus des minorités et à faible revenu.
| 1950 | 1960  | 1970   | 1980   | 1990   | 2000   |
| ---- | ----- | ------ | ------ | ------ | ------ |
| 883  | 8 257 | 10 948 | 12 742 | 11 804 | 12 697 |

| 2010   | - | - | - | - | - |
| ------ | - | - | - | - | - |
| 11 632 | - | - | - | - | - |

## Économie
Le revenu personnel moyen est largement supérieur à Wilton Manors comparativement à la Floride, soit 38 615 dollars constants de 2011 par année pour la période 2007-2011 pour la population locale contre 26 733 en moyenne dans l’État. Le revenu moyen par ménage demeure plus élevé à Wilton Manors (50 313 $ contre 47 827 $) même si les ménages à une personne y sont proportionnellement plus nombreux.
Wilton Manors compte 1 862 établissements en 2007. L’économie de la ville est basée sur les services. Les ventes au détail atteignent en 2007 quelque 142 G$. Une part de 25,4 % de ces ventes se font en hébergement et restauration, ce qui est équivalent à Fort Lauderdale, mais bien supérieur à la moyenne en Floride ou que le comté de Broward. La ville comporte un grand nombre d’établissements LGBT, notamment en restauration et en divertissement.

## Culture
La première bibliothèque de Wilton Manors ouvre en 1957, en tant que projet des Jayceettes et est tenue par des bénévoles. La municipalité prend la responsabilité de la bibliothèque en 1958 et la déménage dans l'hôtel de ville d'origine. En 1960, l'édifice est agrandi et l'espace doublé. En 2003, un espace de 370 m2 est ajouté, portant l'espace de plancher total à 600 m2. La bibliothèque, maintenant nommée la Richard C. Sullivan Public Library of Wilton Manors, ne fait pas partie du système de bibliothèques du comté de Broward, à l'instar des bibliothèques municipales d'Oakland Park, de Lighthouse Point, de Plantation et de Parkland.
Wilton Manors fait partie du marché des communications de Miami-Fort Lauderdale-Hollywood, lequel est le douzième marché en importance pour la radio aux États-Unis et le dix-septième pour la télévision. Les principaux quotidiens sont le South Florida Sun-Sentinel et The Miami Herald en anglais, et leurs équivalents espagnols El Sentinel del Sur de la Florida (en) et El Nuevo Herald.

## Société
Wilton Manors est reconnue comme village gai avec sa voisine Oakland Park et le secteur de Fort Lauderdale Beach. Wilton Drive constitue le pôle commercial et social de la communauté de l'agglomération de Fort Lauderdale.